# Développement hydroélectrique du Bas-Churchill
Le développement hydroélectrique du Bas-Churchill est un projet de développement hydroélectrique au Labrador, dans la partie continentale de la province de Terre-Neuve-et-Labrador, au Canada.  Il vise à développer les 35 % restants du potentiel du fleuve Churchill qui n'ont pas été aménagés par la centrale de Churchill Falls, une puissance potentielle évaluée à plus de 3 000 MW.
Une première phase a été entreprise par Nalcor Energy en 2013, comprenant la centrale et le barrage de Muskrat Falls, d'une capacité de 824 MW, une ligne de transport de 1 100 km vers l'île de Terre-Neuve et une seconde ligne de transmission sous-marine de 180 km sous le détroit de Cabot pour acheminer une partie de l'énergie à la province de la Nouvelle-Écosse. Le projet a été complété en 2023,.
Une seconde phase est prévue pour le développement de 2 250 MW supplémentaires sur un second site, Gull Island.  Une entente de principe conclue en 2024 avec le Québec prévoit sa mise en service en 2035.

## Historique du projet
Le développement du Bas-Churchill a été analysé à la suite de l'achèvement de la centrale de Churchill Falls qui produit 5 428 MW sur le Haut-Churchill.  Plusieurs configurations de développement ont été étudiées mais ont achoppé, souvent lors des négociations des ententes commerciales nécessaires à la réalisation des lignes de transport pour acheminer l'énergie produite.

## Phase 1
La première phase de développement du Bas-Churchill comprend les principales installations suivantes:
- La  centrale hydroélectrique de Muskrat Falls, complétée en 2021[6], d'une capacité de 824 MW, son réservoir, un déversoir et trois barrages;

- Une ligne de transport, le Labrador-Island Link (LIL), lien à courant continu bipolaire à ±350 kV d'une capacité de 900 MW, qui part de la centrale, traverse le détroit de Belle Isle par un câble sous-marin de 35 km jusqu'à la Grande Péninsule du Nord, puis traverse d'ouest en est l'île de Terre-Neuve jusqu'à la péninsule d'Avalon; la construction s'est achevée en 2023[2];

- Des installations de conversion du courant continu au poste électrique de Soldiers Pond, dont la mise en service difficile[7] s'est achevée en 2023[2];

- Deux lignes de transport de 315 kV AC, longues de 250 km chacune, les Labrador Transmission Assets (LTA), joignant dès 2018 la centrale de Churchill Falls à la nouvelle centrale de Muskrat Falls[8].

D'autre part, le Maritime Link, un autre lien de transport à courant continu bipolaire à ±200 kV de 500 MW, est développé par Emera, une entreprise de la Nouvelle-Écosse, afin de relier Terre-Neuve et la Nouvelle-Écosse, notamment par le biais de deux câbles sous-marins de 170 km. Ce lien a été complété en 2017.

## Phase 2
Un second projet de développement vise un emplacement du Bas-Churchill près de l'île fluviale de Gull Island, dont le potentiel atteindrait 2 250 MW.
En 2024, une entente de principe avec le Québec y prévoit la construction d'une centrale au fil de l'eau et une nouvelle ligne de transmission de 300 km la reliant au complexe de la Romaine, au Québec,.
Sa mise en service est estimée à 2035.